# Olari, Gorj
Olari este un sat în comuna Plopșoru din județul Gorj, Oltenia, România.

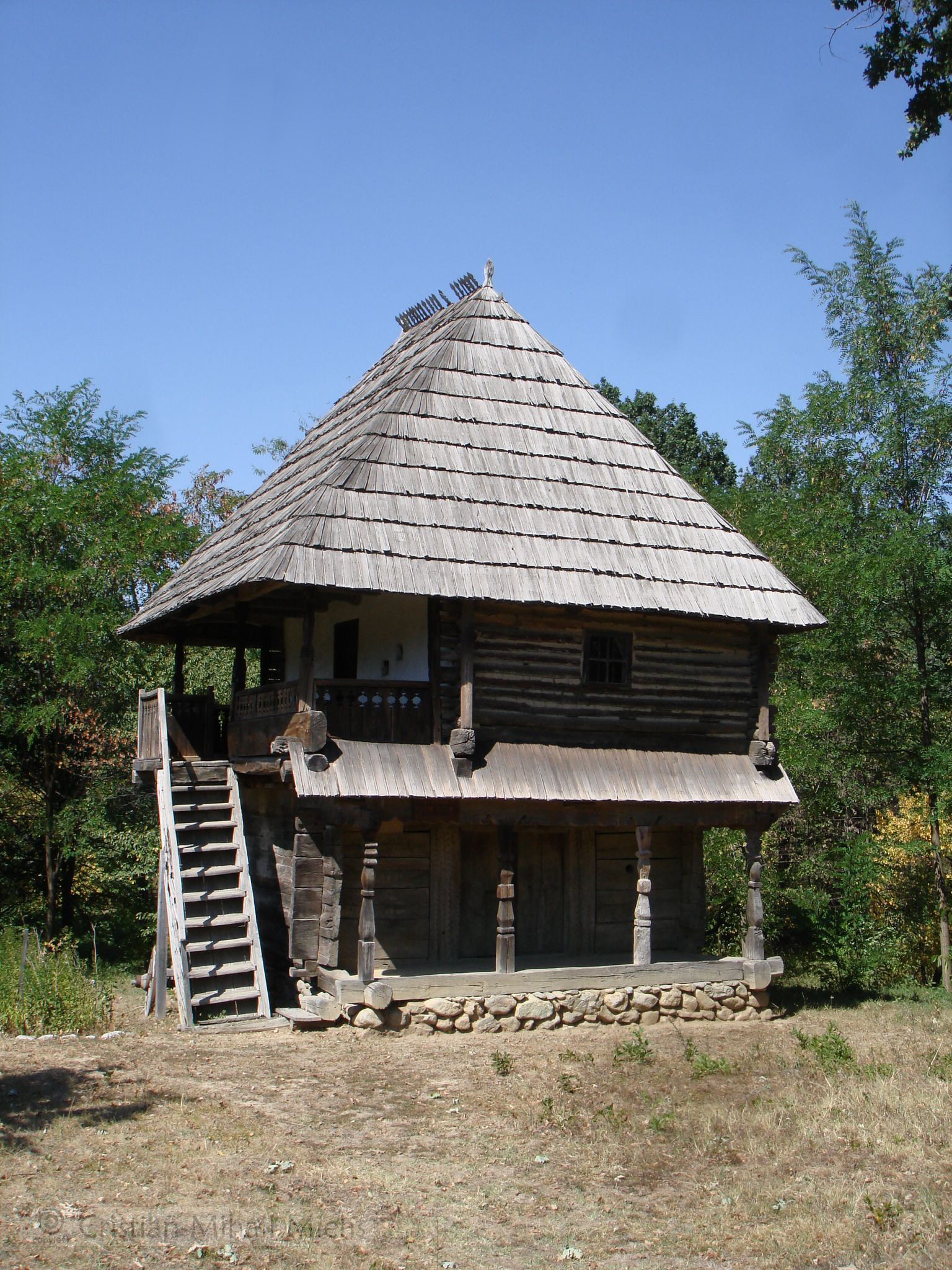
Casa Popii Udrişte din satul Olari, ridicată în 1802, este cea mai veche casă-muzeu expusă în prezent la Muzeul Arhitecturii Populare din Gorj de la Curtișoara